# Museum of Danish America

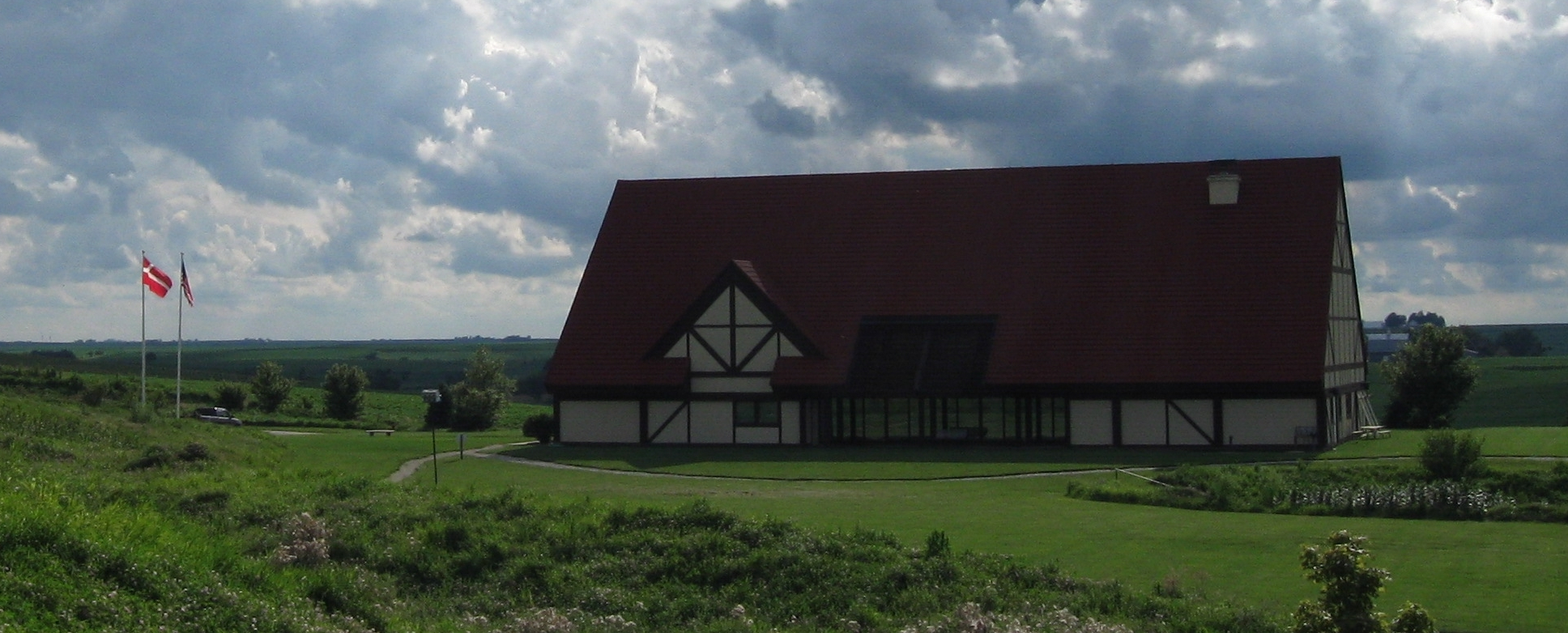
Museumsgebäude 2010

Das Museum of Danish America (vormals Danish Immigrant Museum) ist ein Migrationsmuseum in Elk Horn, Iowa. Die Museumsgesellschaft wurde 1983 als Nonprofitorganisation gegründet und eröffnete 1994 das Museum. Es soll die Geschichte und Erfolge der dänischen Amerikaner vermitteln, Elk Horn zu einem Touristenziel machen und durch innovative Ausstellungen, Veranstaltungen und Veröffentlichungen neue Akzente setzen.

## Ausstellungen (Auswahl)
Von Mai bis September 2022 zeigt das Museum die Ausstellung Tattoo: Identity through Ink, die von Lars Krutak kuratiert wird.

## Weblink
- Offizielle Homepage